# Everödsbygdens församling
Everödsbygdens församling var en församling i Villands och Gärds kontrakt i Lunds stift. Församlingen låg i Kristianstads kommun i Skåne län och utgjorde ett eget pastorat. Församlingen uppgick 2014 i Degeberga-Everöds församling

## Administrativ historik
Församlingen bildades 2000 genom sammanslagning av Östra Sönnerslövs, Everöds och Lyngsjö församlingar och utgjorde därefter till 2014 ett eget pastorat. Församlingen uppgick 2014 i Degeberga-Everöds församling.

## Kyrkor
- Everöds kyrka
- Lyngsjö kyrka
- Östra Sönnarslövs kyrka